# 翼賛一家大和さん
『翼賛一家大和さん』（よくさんいっかやまとさん）は、『アサヒグラフ』1941年2月5日号から同年5月14日号まで連載された長谷川町子による日本の4コマ漫画作品である。全15話。　

## 概要
日本の第二次世界大戦中、複数人の漫画家によって描かれた家族物の漫画作品である。内容は『サザエさん』の初期のように、ほんわかとしている。小学校から国民学校に名前が変わったなどの時事ネタも存在する。第十四話はミスで第十三話となっている。「翼賛漫畫 進メ大和一家」として昭和17年に日本繪雑誌社から45銭で単行本が刊行されていた（昭和17年4月15日印刷、同年4月25日発行）。長谷川町子の他にも松下井知夫、矢崎茂四、山本一郎などが描いた「翼賛一家大和さん」も収録されている。なお単行本の刊行は、その後一切行われていない。国立国会図書館にも所蔵がないが、国際日本文化センター、昭和館などに蔵書が確認されている。

## 登場人物
祖父、祖母、父母、子供七人と、11人もの大家族である。キャラクター原案も設定され、各漫画家の作品に統一感を出している。
- 賛平（さんぺい） - 一家の長。48歳。中学校の体育教師をしている。頭が禿げている。
- たみ子（たみこ） - 賛平の妻。45歳。七人の子の母。働き者。
- 武士（たけし） - 賛平の父で隱居をしている。77歳。年の割に矍鑠（かくしゃく）。白い髯を蓄えている。
- ふぢ - 武士の妻。70歳。病気知らずで智識慾が旺盛。スバズバ物を言うのを好む。
- 勇（いさむ） - 賛平の長男。25歳。会社員。熱血漢で行動力が強い。坊主頭。
- さくら - 賛平の長女。21歳。華美な服装、化粧を嫌う。
- 二郎（じろう） - 賛平の次男。20歳。大学生。スポーツ万能。
- みさを - 賛平の次女。17歳。女学生。栄養食の探究が趣味。
- 三郎（さぶろう） - 賛平の三男。12歳。小学生。よく頭に折り紙のかぶとを被っている。
- 稻子（いねこ） - 賛平の三女。8歳。小学生。天衣無縫で純真無垢。
- 昭子（あきこ） - 賛平の四女。2歳の赤ちゃん。

## 題名の翼賛一家
「翼賛一家」とは、戦時中に組織された漫画家の団体である新日本漫畫家協會が1940年に創作したキャラクターで、大政翼賛会のマスコットキャラクターともいえる。戦時中の模範的な家族像として「大和家」が設定され、多くの雑誌にこの一家の物語が掲載されたり単行本が発表されたりした。
「翼賛一家」は長谷川町子が一人で描いていた作品ではない。一種のシェアード・ワールドであり、使用料を払えば誰でも自由にキャラクターを使えた。長谷川の他にも、秋好馨、井崎かずを、近藤日出造、筑摩鐵平、中村篤九、那須良輔、松下井知夫、村山しげる、矢崎茂四、山川哲、山崎善一、山本一郎など多数の漫画家が「翼賛一家」を作った。

## 構成
- 登場人物紹介
- オヂイサンノキンラウホウシ - 松下井知夫 1~4頁
- オバアサンノセンニンバリ - 矢崎茂四 5~6頁
- オトウサンノブタイチャウ - 松下井知夫 7~8頁
- オカアサンノオモリ - 山本一郎 9~10頁
- 大ニイサンノクシン - 山本一郎 11~12頁
- 大ネエサンノグライダー - 松下井知夫 13~14頁
- ジラウニイサンノオモヒヤリ - 山本一郎 15~16頁
- ミサヲネエサンノセツヤク - 長谷川町子 17~18頁
- 三郎クンノレンズ - 矢崎茂四 19~20頁
- イネコサンノヰモン - 長谷川町子 21~22頁
- アカチャントドウブツ - 長谷川町子 23~24頁
- ハタラク大和一家 - 矢崎茂四 25~26頁
- 裏表紙 - 矢崎茂四

## 書誌情報
- [和図書] 進メ大和一家 翼賛漫画 - 東京都立図書館
- 進メ大和一家 : 翼賛漫畫 - CiNii
- 長谷川町子 他  『翼賛漫畫 進メ大和一家』　日本繪雑誌社 1942年 全1巻 - WorldCat